# Thomas de Maizière
Thomas de Maizière, född den 21 januari 1954 i Bonn, är en tysk konservativ politiker tillhörande CDU. Han var Tysklands inrikesminister från december 2013 till mars 2018 i Angela Merkels tredje regering.
År 2005 blev han Tysklands minister för särskilda uppgifter och chef för förbundskanslerns kansli. När regeringschefen Angela Merkel ombildade regeringen efter Förbundsdagsvalet 2009 blev de Maizière inrikesminister. När Karl-Theodor zu Guttenberg avgick 2011 ersatte de Maizière honom på posten som försvarsminister och behöll posten fram till regeringsskiftet i december 2013 då han blev ny inrikesminister.
de Maizière tillhör en hugenottisk adelssläkt som invandrade till Brandenburg från Maizières-lès-Metz i Frankrike. Thomas de Maizière är son till den tidigare västtyske överbefälhavaren Ulrich de Maizière och brorson till Clement de Maizière, en advokat och CDU-politiker i Östtyskland (DDR), samt kusin till Lothar de Maizière, DDR:s siste regeringschef (ministerpresident). 